# Gino Cervi
Gino Cervi (del seu nom vertader Luigi Cervi; Bolonya, 3 de maig de 1901 - Punta Ala, 3 de gener de 1974) va ser un actor italià, recordat sobretot pel seu paper de Peppone a les pel·lícules de Don Camillo. També feu molts doblatges i prestà la seua veu a molts actors estrangers famosos.

## Biografia
Fill del crític teatral Antonio Cervi, Gino Cervi conegué el món del teatre d'ençà de la infantesa. Actor de gran presència escènica, Gino Cervi va ser un dels intèrprets més polifacètics de la història del món de l'espectacle italià. Les seues interpretacions foren molt variades, des del drama seriós fins al gènere burlesc, alhora al cinema, a la ràdio i a la televisió. La seua carrera d'actor començà oficialment el 1924 al costat de la famosa Alda Borelli a La vergine folle de Henri Diamond Berger, basada en un drama de Henry Bataille.
Cervi obtingué un èxit important ràpidament, tant pel que fa al públic com a la crítica. Així en menys de deu anys passà a treballar amb les companyies teatrals italianes de més prestigi i va esdevenir després primer actor de la companyia Tofana-Maltagliati (1935-1937). La seva veu profunda i la seva capacitat recitativa incisiva, feren d'ell un dels intèrprets més respectats de les obres de Carlo Goldoni, Sòfocles, Dostoievski i especialment de Shakespeare. Pel que fa a aquest autor, Cervi fou un inoblidable intèrpret d'Otelo, i a més a més doblà el personatge de Hamlet, a la versió cinematogràfica, interpretat per Laurence Olivier. El 1938, juntament amb Andreina Pagnani, Paolo Stoppa i Rina Morelli, Gino Cervi fundà la companyia del Teatre Eliseo de Roma de la qual va assumir la direcció el 1939.

### Cinema
A l'entrada de la dècada de 1930, Gino Cervi era ja un nom ben conegut i apreciat al teatre italià. Al mateix període el món del cinema, que s'havia interessat a les escenes de teatre per a cercar-hi les seves estrelles, descobria Gino Cervi. La seva primera pel·lícula es feu el 1932, Frontiere, dirigida per Cesare Meano; però Cervi es va bastir un nom a la pantalla gran sobretot en ser dirigit per Alessandro Blasetti, que li donà el paper de protagonista principal d'una sèrie de pel·lícules històriques que tingueren un gran èxit popular com ara Ettore Fieramosca el 1938, Un'avventura di Salvator Rosa el 1939 o La Corona di Ferro el 1941. Un cop més, Blasetti, el 1942, va dirigir una pel·lícula commovedora que precedeix els tons amargs del neorealisme: Un passeig pels núvols.
La dècada de 1950 assolí l'extraordinari èxit d'interpretació de la sèrie de pel·lícules dedicades al personatge literari de Giovannino Guareschi, el fogós rector emilià Don Camillo. La sèrie constà de cinc pel·lícules —la primera, Don Camillo (1952), dirigida per Julien Duvivier— i s'hi pot veure Cervi en el paper de l'alcalde comunista Peppone, en lluita constant amb el capellà del poble, Don Camillo, que interpretava el provençal Fernandel. D'ençà l'inici de la saga, Guareschi, Fernandel i Gino Cervi es feren amics, i Fernandel i Cervi van ser testimonis al casament de Carlotta Guareschi, filla de l'escriptor.
A principis de la dècada de 1960 participa en tres comèdies: Guardia, guardia scelta, brigadiere e maresciallo (1956), Anni ruggenti (1962) e Gli onorevoli (1963).
Va ser important per a la seua carrera el rol que interpretà el 1960 a La llarga nit del 43, film de Florestano Vancini i produït pel seu fill Antonio. Gino Cervi fa en aquesta pel·lícula de Sciagura, un inquietant líder feixista. Cervi interpreta molt bé la personalitat variable del personatge: tèrbola al llarg de l'obra i més calmada i dolça cap al final.

### A la televisió

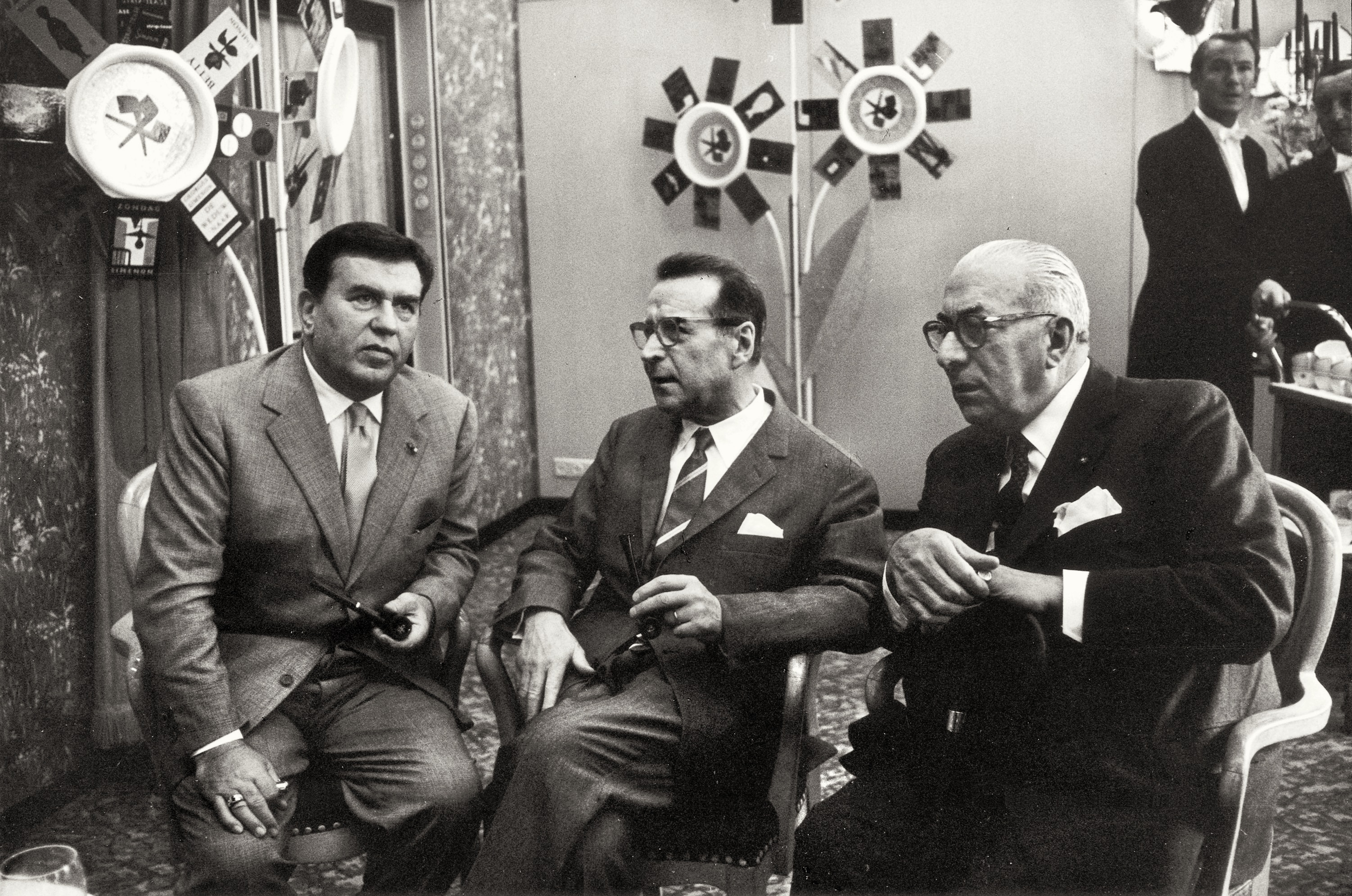
Gino Cervi, Georges Simenon, Arnoldo Mondadori

A mitjans de la dècada de 1960 la televisió va portar Cervi a la fama renovada. El 1963 tornà a interpretar amb èxit per a la pantalla petita el personatge del Papa Benet XIV a El cardenal Lambertini, com ja ho havia fet a la pel·lícula de la versió del 1954.
Però l'actor, entre 1964 i 1972, és l'intèrpret perfecte de la sèrie de detectius Les investigacions de l'inspector Maigret, inspirat en l'obra de l'escriptor belga Georges Simenon. Aquí Gino Cervi, al costat d'Andreina Pagnani, esbossa amb enginy i bon caràcter el cèlebre personatge del Comissari amb instint infal·lible, llar ple d'amor i bon menjar. El mateix Simenon va considerar, però, que potser la millor de les interpretacions del personatge de Maigret és Andrea Camilleri. L'admiració de Simenon és confirmada també per Julio Nascimbeni, que en la darrera entrevista donada per l'escriptor belga, el 19 de maig de 1985, va preguntar: «És cert que tot i ser interpretat per un gran actor com Jean Gabin després de veure la sèrie de Maigret a la televisió italiana, protagonitzada per Gino Cervi, va dir: "ell és el meu Maigret."?» La sèrie obtingué un gran èxit: Maigret amb Gino Cervi ha estat diverses vegades repetit en els canals de la Rai després de la mort de l'actor, i van estar disponibles en DVD i VHS.

### Final de carrera
El 1972 Cervi es va retirar dels escenaris. Morí dos anys després, a l'edat de setanta anys. Les seves darreres actuacions van ser per anunciar una popular marca de conyac durant uns quants anys.
Va ser membre de la Llotja Gustavo Modena est de Roma i pertanyia a l'obediència de la Gran Llotja d'Itàlia de l'Alam.
El seu fill Tonino Cervi va ser director de cinema i la seva neboda Valentina Cervi també és actriu.

## Filmografia
- L'armata azzurra, de Gennaro Righelli (1932).
- Frontiere, de Mario Carafoli i Cesare Meano (1934).
- Aldebaran, d'Alessandro Blasetti (1935).
- Amore, de Carlo Ludovico Bragaglia (1936).
- I due sergenti, d'Enrico Guazzoni (1936).
- Gli uomini non sono ingrati, de Guido Brignone (1937).
- Voglio vivere con Letizia, de Camillo Mastrocinque (1937).
- Ettore Fieramosca, d'Alessandro Blasetti (1938).
- I figli del marchese Lucera, d'Amleto Palermi (1938).
- Inventiamo l'amore, de Camillo Mastrocinque (1938).
- L'argine, de Corrado D'Errico (1938).
- Un'avventura di Salvator Rosa, d'Alessandro Blasetti (1939).
- Una romantica avventura, de Mario Camerini (1940).
- La peccatrice, d'Amleto Palermi (1940).
- Melodie eterne, de Carmine Gallone (1940).
- La corona di ferro, d'Alessandro Blasetti (1941).
- I promessi sposi, de Mario Camerini (1941).
- Il sogno di tutti, d'Oreste Biancoli i László Kish (1941).
- Acque di primavera, de Nunzio Malasomma (1942).
- Don Cesare di Bazan, de Riccardo Freda (1942).
- Gente dell'aria, d'Esodo Pratelli (1942).
- L'ultimo addio, de Ferruccio Cerio (1942).
- La regina di Navarra, de Carmine Gallone (1942).
- Quattro passi fra le nuvole, d'Alessandro Blasetti (1942).
- Che distinta famiglia!, de Mario Bonnard (1943).
- Tristi amori, de Carmine Gallone (1943).
- La locandiera, de Luigi Chiarini (1943).
- Quarta pagina, de Nicola Manzari (1943).
- T'amerò sempre, de Mario Camerini (1943).
- Quartetto pazzo, de Guido Salvini (1944).
- Vivere ancora, de Nino Giannini i Leo Longanesi (1944).
- Lo sbaglio di essere vivo, de Carlo Ludovico Bragaglia (1945).
- Le miserie del signor Travet, de Mario Soldati (1946).
- Aquila nera, de Riccardo Freda (1946).
- Cronaca nera, de Giorgio Bianchi (1946).
- Umanità, de Jack Salvatori (1946).
- L'angelo e il diavolo, de Mario Camerini (1946).
- Malìa, de Giuseppe Amato (1946).
- Un uomo ritorna, de Max Neufeld (1946).
- Furia, de Goffredo Alessandrini (1947).
- Daniele Cortis, de Mario Soldati (1947).
- I miserabili, de Riccardo Freda (1948).
- Anna Karenina, de Julien Duvivier (1948).
- Guglielmo Tell, de Giorgio Pastina (1948).
- Fabiola, d'Alessandro Blasetti (1949).
- Donne senza nome, de Géza von Radványi (1949).
- La fiamma che non si spegne, de Vittorio Cottafavi (1949).
- La sposa non può attendere, de Gianni Franciolini (1949).
- Yvonne la nuit, de Giuseppe Amato (1949).
- Il Cristo proibito, de Curzio Malaparte (1950).
- Il caimano del Piave, de Giorgio Bianchi (1950).
- Il sigillo rosso, de Flavio Calzavara (1950).
- La scogliera del peccato, de Roberto Bianchi Montero (1950).
- Cronaca di un amore, de Michelangelo Antonioni (1952).
- Cameriera bella presenza offresi..., de Giorgio Pastina (1951).
- O.K. Nerone, de Mario Soldati (1951).
- Buongiorno, elefante!, de Gianni Franciolini (1952).
- Don Camillo, de Julien Duvivier (1952).
- La regina di Saba, de Pietro Francisci (1952).
- Moglie per una notte, de Mario Camerini (1952).
- La signora senza camelie, de Michelangelo Antonioni (1952).
- Tre storie proibite, d'Augusto Genina (1952)
- Els tres mosqueters (Les Trois Mousquetaires), d'André Hunebelle (1953).
- La cavallina storna, de Giulio Morelli (1953).
- Il ritorno di Don Camillo, de Julien Duvivier (1953).
- Maddalena, d'Augusto Genina (1953).
- La signora delle camelie, de Raymond Bernard (1953).
- Stazione Termini, de Vittorio De Sica (1953).
- Si Versalles s'expliqués (Si Versailles m'était conté), de Sacha Guitry (1954).
- Addio, mia bella signora!, de Fernando Cerchio (1954).
- Una donna libera, de Vittorio Cottafavi (1954).
- Il Cardinale Lambertini, de Giorgio Pastina (1954).
- La grande avventura, de Mario Pisu (1954).
- Il coraggio, de Domenico Paolella (1955).
- Gli innamorati, de Mauro Bolognini (1955).
- Don Camillo e l'onorevole Peppone, de Carmine Gallone (1955).
- Frou-Frou, d'Augusto Genina (1955).
- Non c'è amore più grande, de Giorgio Bianchi (1955).
- Beatrice Cenci o Le château des amants maudits, de Riccardo Freda (1956).
- Gli amanti del deserto, de Fernando Cerchio i Gianni Vernuccio (1956).
- Guardia, guardia scelta, brigadiere e maresciallo, de Mauro Bolognini (1956).
- Moglie e buoi, de Leonardo De Mitri (1956).
- Agguato a Tangeri, de Riccardo Freda (1957).
- Amore e chiacchiere, d'Alessandro Blasetti (1957).
- L'accusa del passato, de Lionello De Felice (1957).
- Le belle dell'aria, de Mario Costa (1957).
- La maja desnuda, de Henry Koster i Mario Russo (1958).
- Nel segno di Roma, de Guido Brignone (1958).
- Sans famille, d'André Michel (1958).
- Brevi amori a Palma di Majorca, de Giorgio Bianchi (1959).
- I sicari di Hitler, de Ralph Habib (1959).
- Le grand chef, de Henri Verneuil (1959).
- Femmine di lusso, de Giorgio Bianchi (1960).
- Il mistero dei tre continenti, de William Dieterle (1960).
- La lunga notte del '43, de Florestano Vancini (1960).
- L'assedio di Siracusa, de Pietro Francisci (1960).
- La rivolta degli schiavi, de Nunzio Malasomma (1960).
- Le olimpiadi dei mariti, de Giorgio Bianchi (1960).
- Gli attendenti, de Giorgio Bianchi (1961).
- Don Camillo monsignore... ma non troppo, de Carmine Gallone (1961).
- Quelle joie de vivre!, de René Clément (1961).
- Il delitto non paga (Le crime ne paie pas), de Gérard Oury (1961).
- Un figlio d'oggi, de Domenico Graziano i Marino Girolami (1961).
- Anni ruggenti, de Luigi Zampa (1962).
- Dieci italiani per un tedesco, de Filippo Walter Ratti (1962).
- Il giorno più corto, de Sergio Corbucci (1962).
- La monaca di Monza, de Carmine Gallone (1962).
- La smania addosso, de Marcello Andrei (1962).
- Avventura al motel, de Renato Polselli (1963).
- Le bon roi Dagobert, de Pierre Chevalier (1963).
- Gli onorevoli, de Sergio Corbucci (1963).
- Il cambio della guardia, de Giorgio Bianchi (1963).
- Becket, de Peter Glenville (1964).
- E la donna creò l'uomo, de Camillo Mastrocinque (1964).
- Un'ombra su Maigret, de Mario Landi (1964).
- Il compagno don Camillo, de Luigi Comencini (1965).
- Gli altri, gli altri e noi, de Maurizio Arena (1967).
- Maigret a Pigalle, de Mario Landi (1967).
- Il latitante, de Daniele D'Anza (1967).
- Fratello ladro, de Pino Tosini (1972).
- I racconti romani di una ex novizia, de Pino Tosini (1972).
- Uccidere in silenzio, de Giuseppe Rolando (1972).